# Selaginella yemensis
Selaginella yemensis là một loài dương xỉ trong họ Selaginellaceae. Loài này được Sw. Spring mô tả khoa học đầu tiên năm 1841.